# Slussen, Malmö
Slussen är ett delområde i stadsdelen Centrum, Malmö. 
Området ligger mellan Hornsgatan och Drottninggatan, öster om Exercisgatan.  
Slussen är en del av Östra Förstaden. Redan i slutet av 1700-talet byggdes enklare hus längs Malmös infart från öster. På 1800-talet tillkom ytterligare bebyggelse. När järnvägen byggdes på 1850-talet grävdes även en kanal från Sege å parallellt med spåren. Kanalen fylldes igen omkring 1910. Namnet Slussen kommer från den sluss som fanns vid anslutningen till hamnkanalen. 1937 anlades en busstation på det trekantiga torget söder om slussen, Slussplan. Den används inte längre, utan har ersatts med ett 12-vånings bostadshus och en liten park.
Delområdets nuvarande bostäder är främst hyreshus från början av 1900-talet, även om en del hus ersatts med nyare under senare år. Längs Östra Förstadsgatan finns butiker och restauranger. Vid Drottninggatan ligger nya polishuset och Malmö Rättscentrum. Schougens bro förskola ligger i området.